# Stéphane Gsell
Stéphane Gsell (Parigi, 7 febbraio 1864 – Parigi, 1º gennaio 1932) è stato un archeologo e storico francese, specialista di archeologia dell'Africa romana e più particolarmente dell'Algeria romana.

## Biografia
Il padre Gaspard Gsell era un pittore di vetrate di origine svizzera, la madre parente di Louis Pasteur. Fu all'École française di Roma dal 1886 al 1890, dove nel 1891 diresse i primi scavi metodici nella necropoli di Vulci, in terreni di proprietà Torlonia, pubblicando nel 1891 un ampio volume Fouilles dans la nécropole de Vulci : exécutées et publiées, aux frais de S. E. le prince Torlonia, Paris, Ernest Thorin éditeur, 1891.
Divenuto docente alla scuola superiore di Algeri scavò a Tipasa e in diversi siti romani d'Algeria, pubblicando nell 1901 due volumi di Monuments antiques de l'Algérie. Si occupò inoltre di epigrafia latina dell'Africa del Nord.
Direttore dal 1900 del Museo di Algeri,, membro dal 1923 dell'Académie des inscriptions et belles-lettres, la sua opera principale è l l'Histoire ancienne de l’Afrique du Nord , pubblicata in 8 volumi tra il 1913 e il 1928.